# Enfuvirtid
Enfuvirtid, som marknadsförs under namnet Fuzeon, är en bromsmedicin för hiv.
Enfuvirtid är det första godkända preparatet i en ny klass av antiretrovirala läkemedel, så kallade fusionshämmare. Enfuvirtid registrerades efter en förkortad bedömning eftersom ett medicinskt behov av ytterligare antiretrovirala läkemedel föreligger. Enfuvirtid binder till hiv-virusets cellyta (gp41). Därvid omöjliggörs fusionen mellan virus och målcellen varvid virusgenomets förflyttning från viruspartikeln till målcellen förhindras.
Enfuvirtid är godkänt för behandling av hiv-1-positiva patienter vars virus utvecklat resistens mot tillgängliga antiretrovirala kombinationsterapier innefattande minst ett läkemedel ur vardera av de antiretrovirala klasserna proteashämmare, icke-nukleosidanaloga omvänt transkriptashämmare och nukleosidanaloga omvänt transkriptashämmare, eller som visat intolerans mot tidigare antiretroviral behandling. Enfuvirtid administreras som subkutan injektion två gånger dagligen i kombination med andra antiretrovirala läkemedel.